# NGC 6225
NGC 6225 este o galaxie lenticulară situată în constelația Hercule. A fost descoperită în 15 iunie 1887 de către Lewis A. Swift.